# Theodor Teetzmann
Theodor Hans Joseph Alexander Teetzmann (né le 18 octobre 1859 à Jersleben, arrondissement de Wolmirstedt et mort le 16 janvier 1930 à Blankenburg (Harz)) est un officier prussien, plus récemment lieutenant général.

## Biographie
Après le corps de cadets en 1875, Teetzmann rejoint en tant que sous-lieutenant le 16e régiment d'infanterie de l'armée prussienne à Cologne. En 1893, il est promu capitaine et en 1903 major et, à ce titre, commandant de bataillon dans le 34e régiment de fusiliers. En 1908, il est nommé commandant de l'école de guerre d'Anklam (de). Promu lieutenant-colonel en 1910, il devient commandant du 30e régiment d'infanterie à Sarrelouis en janvier 1913.
Nommé colonel en 1913, après le déclenchement de la Première Guerre mondiale en août 1914, il s'installe sur le front occidental à la tête de son régiment et mène sa première bataille lors de la bataille de Longwy. Le 30 septembre 1914, il devient commandant de la 29e brigade d'infanterie et quelques semaines plus tard (le 28 octobre 1914), il est nommé commandant de brigade de la 43e division de réserve en Flandre. Fin janvier 1915, le colonel Teetzmann devient commandant de la 86e brigade d'infanterie (de) et promu général de division le 14 octobre 1916. Il reçoit alors le commandement de la 34e division d'infanterie, qui comprend son ancien 30e régiment d'infanterie.

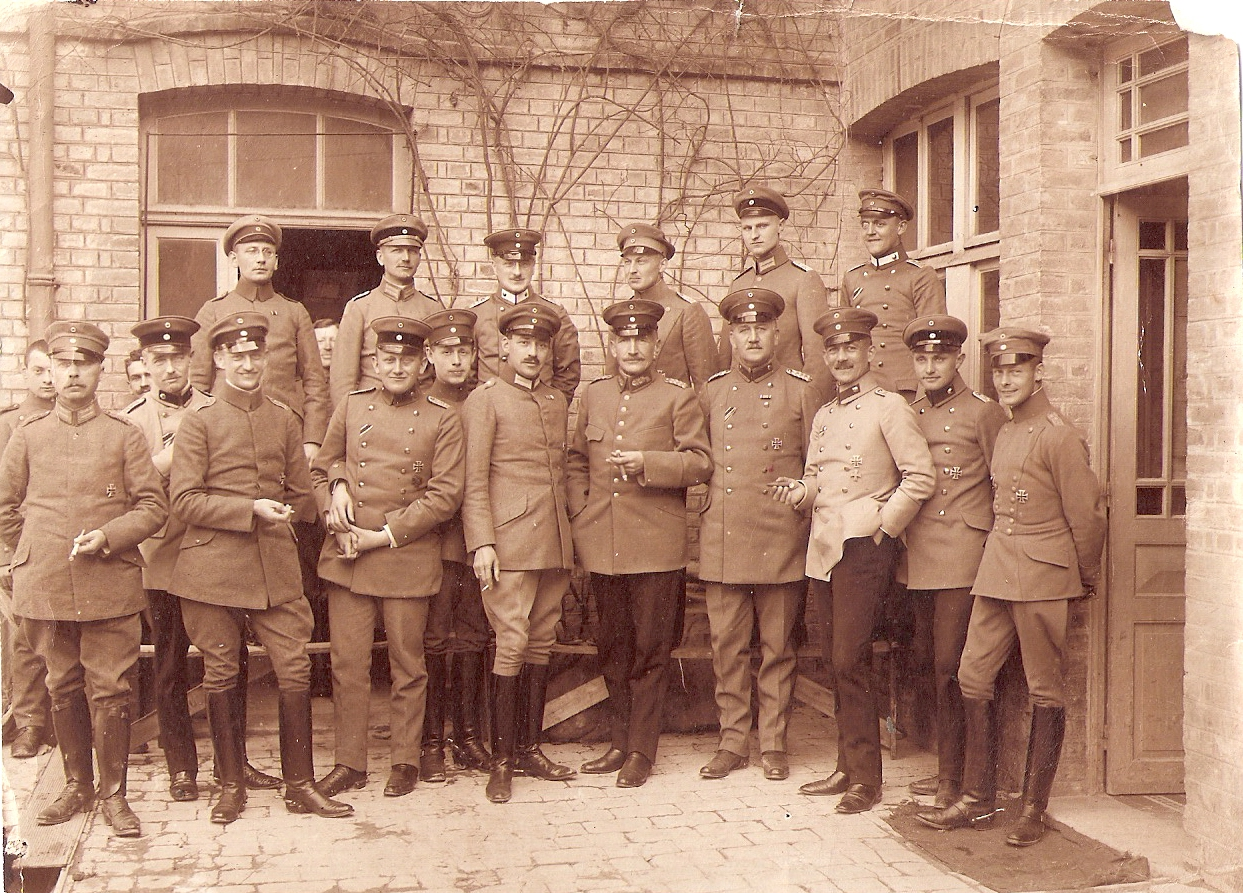
État-major de la 34e division 1917 -- avant/centre Gen. Maj Teetzmann

Selon l'AKO du 11 octobre 1917, le général de division Teetzmann reçoit la plus haute distinction prussienne pour bravoure, l'Ordre Pour le Mérite.
Après l'armistice, Teetzmann ramène sa division chez lui et prend la direction au printemps 1919 du commandement général du 16e corps d'armée à Blankenburg (Harz). Lorsque l'ancienne armée est dissoute, Teetzmann présente sa demande de démission, qui est approuvée le 30 septembre 1919 et reçoit le grade de lieutenant général. Teetzmann décède à Blankenburg, où il vivait, en 1930.